# Bažanti
Bažanti (Phasianinae) je podčeleď ptáků z čeledě bažantovitých, řádu hrabavých, je tvořena 15 rody.

## Rozšíření
Místa přirozeného výskytu ptáků podčeledě bažantů jsou v Asii, Evropě a Africe. Některé druhy byly introdukovány do Ameriky, Austrálie i na Nový Zéland, kde se staly součásti místní fauny. Přirozené biotopy jednotlivých druhů zasahují od tropických konžských nebo malajsijských pralesů až po severoevropské smíšené lesy, někteří žijí i v nadmořských výškách nad 4000 m. Nejlépe jim vyhovují křovinami a nízkými stromy porostlé řídké lesy s travnatými okraji.
V České republice nejsou bažanti sice původními ptáky, ale např. bažant obecný se stal již nedílnou součásti české přírody. V bažantnicích se uměle odchovávají některé další importované druhy, poddruhy nebo jejich kříženci. Občas jsou pro potěchu oka chováni v rozlehlých zahradách pávi korunkatí.

## Popis
Jsou to ptáci zdržující se převážně na zemi s charakteristickým velkým pohlavním dimorfismem, kdy samec má oproti samice (až na výjimky) výrazné zbarvení a v mnoha případech i několikanásobně delší péra, hlavně ocasní. Samec bývá také výrazně větší a těžší. Jsou to špatní letci, hřadují na stromech i na zemi. Mají krátké, ale pevné zobáky a silné nohy uzpůsobené k hrabání. Jejich potrava se skládá převážně ze semen travin a bylin či jiných plodů, kořínků a drobných živočichů sbíraných na povrchu nebo vyhrabaných ze země.
V nehnízdicí době se zdržují v hejnech a v období páření si kohouti (až na monogamní druhy žijící v trvalých párech) vytvářejí své houfy několika slepic. Dochází k toku, předvádění peří i hlasovým projevům. Samice po spáření snáší do jednoduchých hnízd ukrytých v křoví až 15 vajec která inkubují okolo 25 dnů. Péči o vejce a potomstvo převážně přebírá pouze slepice. Vylíhlá kuřata jsou schopna brzy sama zobat a během dvou až tří týdnů se opeří a mohou i poletovat.

## Ohrožení
Všichni ptáci této podčeledi jsou odedávna považováni za vítané vylepšení stravy a jsou loveni. S tím, jak se zvyšuje početnost hladových, zlepšuje se jejich lovecké vybavení a zmenšuje se životní prostor ptáků klesají početní stavy jednotlivých druhů. Jsou také lapáni pro svá krásná péra, která jsou v některých kulturách významným symbolem. Podle Červeného seznamu IUCN jsou považovány za:
- zranitelné druhy: bažant Bulwerův, bažant černý, bažant červenolící, bažant horský, bažant královský, bažant mandžuský, bažant palavánský, bažant Sclaterův, bažant Wallichův, bažant zelenoocasý, páv konžský, satyr Blythův, satyr Cabotův a satyr černohlavý,
- ohrožené druhy: bažant Edwardsův, bažant bornejský, bažant malajský, bažant vietnamský a páv zelený.[4]

## Taxonomie
Podčeleď bažanti je tvořena 15 rody, které mají přibližně 45 druhů. Některé druhy jsou velmi vzácné a nejsou dosud řádně prozkoumány, mnohdy kolísá určení zda jde o druh nebo poddruh. Zde jedna z posledních variant.
- rod argus (Argusianus) Rafinesque, 1815
  - argus okatý (Argusianus argus) (Linnaeus, 1766)
- rod bažant (Catreus) Cabanis, 1851
  - bažant Wallichův (Catreus wallichii) (Hardwicke, 1827)
- rod bažant (Crossoptilon) (Hodgson, 1838)
  - bažant mandžuský (Crossoptilon mantchuricum) (Swinhoe, 1863)
  - bažant tibetský (Crossoptilon crossoptilon) (Hodgson, 1838)
  - bažant pradéšský (Crossoptilon harmani) (Elwes, 1881)
  - bažant ušatý (Crossoptilon auritum) (Pallas, 1811)
- rod bažant (Chrysolophus) J. E. Gray, 1834
  - bažant diamantový (Chrysolophus amherstiae) (Leadbeater, 1829)
  - bažant zlatý (Chrysolophus pictus) (Linnaeus, 1758)
- rod bažant (Ithaginis) Wagler, 1832
  - bažant krvavý (Ithaginis cruentus) (Hardwicke, 1821)
- rod bažant (Lophophorus) (Temminck, 1813)
  - bažant lesklý (Lophophorus impejanus) (Latham, 1790)
  - bažant Sclaterův (Lophophorus sclateri) (Jerdon, 1870)
  - bažant zelenoocasý (Lophophorus lhuysii) (A. Geoffroy Saint-Hilaire, 1866)
- rod bažant (Lophura) Fleming, 1822
  - bažant Bulwerův (Lophura bulweri) (Sharpe, 1874)
  - bažant císařský (Lophura imperialis) (Delacour & Jabouille, 1924)
  - bažant černý (Lophura inornata) (Salvadori, 1879)
  - bažant červenolící (Lophura erythrophthalma) (Raffles, 1822)
  - bažant Edwardsův (Lophura edwardsi) (Oustalet, 1896)
  - bažant kalij (Lophura leucomelanos) (Latham, 1790)
  - bažant ohnivohřbetý (Lophura ignita) (Shaw, 1798)
  - bažant prelát (Lophura diardi) (Bonaparte, 1856)
  - bažant stříbrný (Lophura nycthemera) (Linnaeus, 1758)
  - bažant Swinhoeův (Lophura swinhoii) (Gould, 1863)
  - bažant vietnamský (Lophura hatinhensis) Vo Quy, 1975
- rod bažant (Phasianus) Linnaeus, 1758
  - bažant obecný (Phasianus colchicus) Linnaeus, 1758
  - bažant zelený (Phasianus versicolor ) Vieillot, 1825
- rod bažant (Polyplectron) Temminck, 1813
  - bažant bělolící (Polyplectron germaini) Elliot, 1866
  - bažant bornejský (Polyplectron schleiermacheri) Bruggemann, 1877
  - bažant bronzový (Polyplectron chalcurum) (Lesson, 1831)
  - bažant horský (Polyplectron inopinatum) (Rothschild, 1903)
  - bažant malajský (Polyplectron malacense) (Scopoli, 1786)
  - bažant palavánský (Polyplectron napoleonis) (Lesson, 1831)
  - bažant paví (šedý) (Polyplectron bicalcaratum) (Linnaeus, 1758)
- rod bažant (Pucrasia) G. R. Gray, 1841
  - bažant chocholatý (Pucrasia macrolopha) (Lesson, 1829)
- rod bažant (Rheinardia) Maingonnat, 1882
  - bažant perlový (Rheinardia ocellata) (Elliot, 1871)
- rod bažant (Syrmaticus) Wagler, 1832
  - bažant Elliotův (Syrmaticus ellioti) (Swinhoe, 1872)
  - bažant Humeové (Syrmaticus humiae) (Hume, 1881)
  - bažant královský (Syrmaticus reevesii) (J. E. Gray, 1829)
  - bažant měděný (Syrmaticus soemmerringii) (Temminck, 1830)
  - bažant mikado (Syrmaticus mikado) (Ogilvie-Grant, 1906)
- rod páv (Afropavo) Chapin, 1936
  - páv konžský (Afropavo congensis) Chapin, 1936
- rod páv (Pavo) Linnaeus, 1758
  - páv korunkatý (Pavo cristatus) Linnaeus, 1758
  - páv zelený (Pavo muticus) Linnaeus, 1766
- rod satyr (Tragopan) Cuvier, 1829
  - satyr Blythův (Tragopan blythii) (Jerdon, 1870)
  - satyr Cabotův (Tragopan caboti) (Gould, 1857)
  - satyr černohlavý (Tragopan melanocephalus) (J. E. Gray, 1829)
  - satyr himálajský (Tragopan satyra) (Linnaeus, 1758)
  - satyr Temminckův (Tragopan temminckii) (J. E. Gray, 1831) [5][6]